# مرتضی‌قلی کیان
مرتضی‌قلی کیان سیاست‌مدار ایرانی بود، که در دوره بیست و چهارم مجلس شورای ملی بعنوان نماینده شهرضا از استان اصفهان در مجلس شورای ملی حضور داشت.